# Ваткатур
Ваткатур — озеро в Ивдельском городском округе Свердловской области России.

## Географическое положение
Озеро Ваткатур расположено в муниципальном образовании «Ивдельский городской округ» Свердловской области, в 10 километрах к юго-западу от посёлка Суеватпауль, к озеру примыкает болото Ваткатуръянкалма. Озеро площадью — 2,7 км², с уровнем воды — 218,6 метра.

## Описание
Озеро — проточное, имеется сток — река Ваткатурахт (правый приток реки Ахтасымполум, бассейн реки Пелым). Берега заболочены. В озере водится щука, карась, окунь, налим.